# ماوریتس کروک

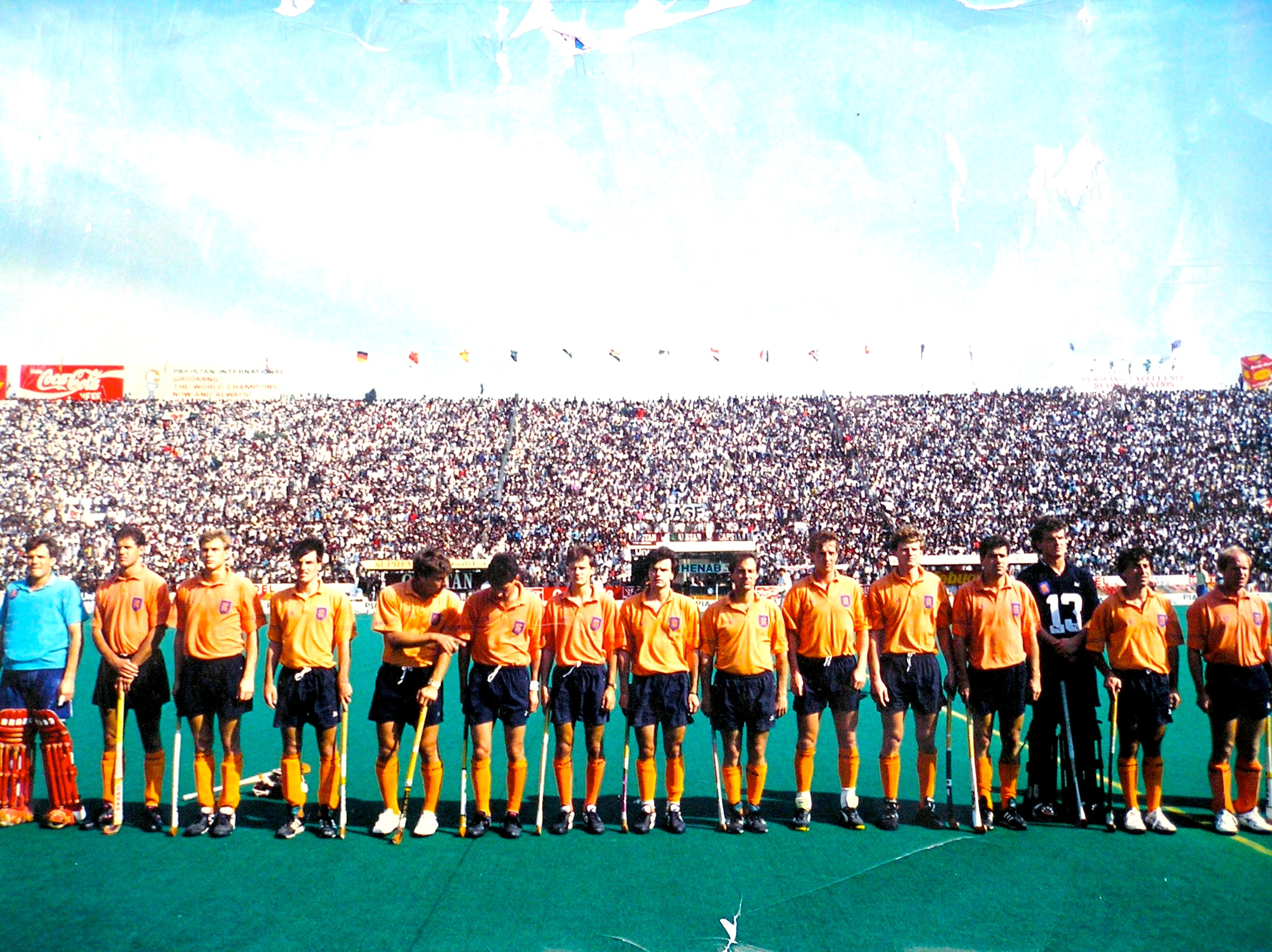
تیم هاکی هلند در فینال جام جهانی ۱۹۹۰

ماوریتس کروک (انگلیسی: Maurits Crucq؛ زادهٔ ۱۰ فوریهٔ ۱۹۶۸) بازیکن هاکی روی چمن اهل هلند بود.